# Chloropsis
Famille
Genre
Chloropsis est un genre constitué de onze espèces de passereaux, appelés verdins, qui sont endémiques de l'écozone indomalaise. Ce genre est le seul de la famille des Chloropseidae (ou chloropséidés).

## Position systématique
Elle a été souvent réunie avec la famille des aegithinidés (ioras) et celle des irénidés.

## Étymologie
Le nom de la famille vient du genre Chloropsis qui, comme le nom français (verdin) et le nom anglais (leafbird, pour « oiseau feuille »), rappelle la couleur verte de ces beaux oiseaux.

## Liste des espèces
D'après la classification de référence (version 5.2, 2009) du Congrès ornithologique international (ordre phylogénique) :
- Chloropsis flavipennis – Verdin à ailes jaunes
- Chloropsis palawanensis – Verdin de Palawan
- Chloropsis sonnerati – Verdin de Sonnerat
- Chloropsis cyanopogon – Verdin barbe-bleue
- Chloropsis cochinchinensis – Verdin à tête jaune
- Chloropsis kinabaluensis – Verdin de Bornéo
- Chloropsis jerdoni – Verdin de Jerdon
- Chloropsis aurifrons – Verdin à front d'or
- Chloropsis media – Verdin de Sumatra
- Chloropsis hardwickii – Verdin de Hardwicke
- Chloropsis venusta – Verdin à front bleu